# Graboid
De Graboid (Caederus americana) is een fictief wezen uit de Tremors filmreeks en de Tremors televisieserie. De Graboid is de enige van de drie fictieve wezens uit de filmreeks die in alle incarnaties voorkomt. In de prequel film Tremors 4: The Legend Begins werden ze 'Dirt Dragons' genoemd. De naam Graboid werd bedacht in de eerste film door winkeleigenaar Walter Chang (Victor Wong). Hun wetenschappelijke naam is afkomstig uit promotiemateriaal van Sci Fi Channel.

## Fysieke kenmerken
Graboids zijn enorme wormen die ondergronds leven. Een volgroeide Graboid is ongeveer 10 meter lang en 2 meter breed en weegt 10 tot 20 ton.
Het hoofd van een Graboids bestaat geheel uit een grote bek met drie slagtandachtige of snavelachtige uitsteeksels. Hiermee kunnen ze zich een weg door de grond graven. In hun bek hebben ze drie tongen die doen denken aan slangen. Deze tongen zijn bedoeld om hun slachtoffers te vangen. Deze tongen werden aanvankelijk aangezien voor de Graboids zelf.
Het is niet bekend of Graboids een intern skelet hebben. Hun huid is in elk gevaal zeer dik en leerachtig, wat hen een reptielachtig uiterlijk geeft. Dit maakt het lastig om ze te doden met kleinere vuurwapens. Graboids zijn enorm sterk. Ze kunnen zware voorwerpen omgooien of meeslepen, door bakstenen muren breken en zelfs een auto onder de grond doen verdwijnen. Rondom hun lichaam hebben ze kleine uitsteeksels, waarmee ze zich door de aarde kunnen bewegen.
Graboids zijn gemaakt voor het leven onder de grond. Ze kunnen sneller graven dan een mens kan rennen. In Tremors 3: Back to Perfection was een Graboid zelfs in staat Jacks truck bij te houden. Ze zwemmen als het ware door de grond zoals een haai door water. Ze kunnen echter niet door stenen of ander hard materiaal heen graven.

## Jagen en intelligentie
Graboids zijn carnivoren. Ze jagen op vee, paarden, woestijndieren en zelfs mensen. Ze lijken ook kannibalistisch te zijn daar in de derde film een Graboid een Ass-Blaster verslond. Prooien worden in het algemeen in zijn geheel opgeslokt.
Graboids hebben geen ogen of neus. Ze "zien" hun prooien door trillingen in de grond. Zelfs de kleinste trilling zoals die van een lopend persoon kan hun aandacht trekken. Indien ze een prooi denken te zien schieten ze uit de grond omhoog en grijpen de prooi met hun drie tongen, waarna ze net zo snel weer ondergrond verdwijnen. Bij dit jagen bijten de tongen zich vast in het vlees van de prooi.
Graboids besluipen hun prooi het liefst om in een keer toe te slaan, maar indien nodig jagen ze hun prooi ook op.
Grabois zijn vrij intelligent. Indien een prooi naar een hoger gelegen gebied vlucht (zoals een paal of een huis), graven ze de grond hieronder weg totdat de prooi binnen hun bereik komt. Indien dit onmogelijk is wachten ze gewoon tot de prooi door honger en dorst sterft, zelfs als dat dagen kan duren. Een ander voorbeeld hiervan was toen in de eerste film de inwoners van het stadje Perfection probeerden te vluchten met een bulldozer. Daar de Graboids deze niet konden optillen, maakten ze een valkuil op de route van de bulldozer.
Graboids kunnen ook van elkaar leren. Regelmatig komt het in de films voor dat wanneer een Graboid middels een val wordt gedood, een tweede Graboid hier al niet meer intrapt. Het lijkt er op dat Graboids op een of andere manier onderling kunnen communiceren.

## Zwakke plekken
Graboids hebben wel een paar zwakheden. Ze zijn bijvoorbeeld niet in staat om het verschil te zien tussen trillingen veroorzaakt door een potentiële prooi en die veroorzaakt door iets anders. Indien ze trillingen opvangen, gaan ze meteen achter de bron hiervan aan en zien later wel of deze bron eetbaar is of niet. Deze eigenschap wordt vaak gebruikt om ze af te leiden.
Hun snelheid bij het najagen van een prooi kan ook tegen ze gebruikt worden. In de eerste film groef een Graboid zich dood tegen een betonnen muur en viel een tweede in een afgrond toen de persoon op wie hij het had voorzien snel opzij sprong. In de vierde film groef een Graboid zich dood tegen een in de grond gestoken zaag.
Vanwege hun gevoelige gehoor zijn Graboids kwetsbaar voor harde geluiden. Ze kunnen worden verjaagd met explosies.

## Oorsprong
De oorsprong van de Graboids wordt nergens duidelijk. De bedenkers gaven in de eerste film geen verklaring waar de Graboids vandaan kwamen, omdat ze zich hier niet druk om maakten en om typische clichés van monsterfilms te voorkomen. Hun oorsprong was in de eerste film dan ook een punt van discussie onder de personages in de film.
In Tremors 2 wordt uiteindelijk wat informatie over de oorsprong gegeven. In die film werd een fossiel van een Graboid-stekel gevonden die dateerde uit het Precambrium, waarmee hij minstens 600 miljoen jaar oud is. De Graboid is dus blijkbaar wel afkomstig van de Aarde, of in elk geval al zeer lange tijd op Aarde aanwezig. Vreemd genoeg waren er destijds nog geen prooien die groot genoeg zouden zijn om de honger van een Graboid te stillen. Sterker nog; destijds was er nog helemaal geen leven op het land. In Tremors: The Series werd dan ook vermeld dat er een fout was gemaakt bij het onderzoeken van het fossiel en dat het in werkelijkheid uit het Devoon stamt.

## Levenscyclus
Graboids worden geboren uit eieren gelegd door Ass-Blasters. Deze eieren kunnen soms eeuwenlang blijven liggen alvorens uit te komen, wat verklaart waarom Graboids niet vaak worden gezien. In de vierde film werd onthuld dat er hitte voor nodig is om een ei uit te laten komen, zoals dat van een warmwaterbron.
Baby Graboids zijn ongeveer 1,20 meter lang en nog niet erg wormachtig qua uiterlijk. Ze hebben wel al de tanden en tongen van een volwassen Graboid. Hun uitsteeksels voor het ondergrond voortbewegen zijn groter dan die van een volwassen Graboid.
Nadat ze volwassen zijn leven ze nog een tijdje als Graboids. Daarna sterven ze en ontstaan uit hun lichamen drie tot zes Shriekers. Deze Shriekers ontstaan in de Graboid zelf, en voeden zich met hun Graboid gastlichaam om kracht op te doen. Deze Shriekers transformeren uiteindelijk door tot Ass-Blasters, die op hun beurt weer Graboid eieren leggen.

## El Blanco
In Tremors 3 en de televisieserie komt een speciale albino Graboid voor genaamd El Blanco.
Albino Graboids zoals El Blanco zijn onvruchtbaar en veranderen derhalve niet in Shriekers. Het is niet bekend hoelang ze leven, maar gezien de tijd die verstrijkt tussen de derde film en de televisieserie leven ze in elk geval twee jaar.
El Blanco leek eerst een zwakke plek te hebben voor Graboidjager Burt Gummer. Later bleek dit enkel dankzij Burts horloge te zijn (dat hoge frequenties uitzond). Hij werd regelmatig rondom Burts huis gesignaleerd, maar viel dit huis nooit aan. El Blanco redde Burt zelfs een keer door een Ass-Blaster op te eten.
El Blanco is noemenswaardig daar hij een van de weinige Graboids is die zijn ontmoeting met Burt Gummer heeft overleefd. De reden dat Burt hem in leven laat is omdat El Blanco als beschermde diersoort wordt gezien, en er geen bouwprojecten in de vallei mogen plaatsvinden zolang hij daar nog leeft.

## Trivia
- Vanwege de naam van de filmreeks en de televisieserie noemen veel fans de Graboids incorrect "Tremors".
- De naam van de Graboids is afgeleid van het Engelse werkwoord "to Grab", dat grijpen betekent. Deze term is van toepassing op het gedrag van de Graboids.